# Alphonsea malayana
Alphonsea malayana är en kirimojaväxtart som beskrevs av Keßler. Alphonsea malayana ingår i släktet Alphonsea och familjen kirimojaväxter. Inga underarter finns listade i Catalogue of Life.